# The Dead Girl
The Dead Girl è un film del 2006 diretto da Karen Moncrieff.
Il film è stato presentato in occasione dell'AFI Film Festival il 7 novembre 2006, avendo poi una distribuzione limitata nel mese successivo nelle sale statunitensi. Nelle sale europee è stato distribuito tra il 2007 e il 2008 dopo essere stato presentato in diversi festival. In Italia non è mai uscito nelle sale cinematografiche, venendo presentato direttamente in televisione dal 2014.
La pellicola ha ottenuto 3 nomination agli Independent Spirit Awards del 2007.

## Trama
Dopo un'introduzione nella quale si vede una giovane donna rinvenire il cadavere di una ragazza in un campo, il film si divide in cinque distinti capitoli incentrati su personaggi e vicende tutte in qualche modo legate alla ragazza morta.
L'estraneo. Arden prende la collana dal cadavere e poi torna a casa dove è continuamente vessata dalla madre inferma. Avvisata la polizia si trova suo malgrado al centro delle attenzioni per l'interesse mediatico suscitato dal macabro rinvenimento. Arden appare dimessa e schiva ma Rudy la invita ad uscire e ottiene un appuntamento. Mentre si prepara la madre capisce e la insulta. Ne nasce uno scontro violento al termine del quale Arden scappa di casa per poi concedersi a Rudy.
La sorella. Già profondamente depressa, Leah avrebbe trovato sollievo dal sapere che la ragazza trovata morta fosse stata sua sorella, scomparsa da tempo. Sarebbe stata la fine di un incubo. Che invece è destinato a durare perché la madre le rinnova l'intento di non mollare, nonostante il caso sia chiuso da tempo, perché si tratta della sua figlia preferita. Non accorgendosi che la figlia che ha ancora vicino si sta distruggendo dal dolore, cui solo l'amore di un ragazzo sembra dare un po' sollievo.
La moglie. Ruth è stufa di vedere suo marito Carl uscire senza dare spiegazioni per tornare non si sa quando. L'ennesima scenata non serve a niente e il giorno dopo tocca a lei aprire uno dei magazzini affittati nei pressi della loro casa. Così, scopre per caso un comò che non avrebbe dovuto essere lì. Apertolo vi trova una serie di buste con indumenti ed effetti personali di persone assassinate, proprio quelle attribuite al serial killer che tutti cercano. Appare chiaro così che è proprio il marito il mostro in questione. Raccolte tutte le prove in una busta, Ruth si reca dalla polizia ma giunta lì davanti fa marcia indietro e torna a casa dove brucia tutto. Una volta distrutte le prove, la donna distrugge anche i propri vestiti.
La madre. Giunta a Los Angeles dallo stato di Washington, la mamma della ragazza assassinata, Krista Kutcher, cerca di scoprire qualcosa di più degli ultimi anni di vita di sua figlia, della quale aveva perso completamente le tracce da quando la ragazza fuggì di casa appena maggiorenne. Trovata l'abitazione, conosce la ragazza con cui abitava che le rivela che Krista era fuggita da casa per gli abusi del patrigno e, insieme, per il silenzio complice della mamma. Questa scoppia in lacrime confessando di non aver mai saputo niente. Krista si drogava e si prostituiva, e viveva esclusivamente per poter in qualche modo riprendere e crescere la figlia Ashley di 3 anni, ora in affido. Scoperta questa nipotina, la nonna decide di prenderla con sé offrendosi di ospitare anche Rosetta, che si dimostra di essere stata molto più legata a Krista di quanto non avesse voluto fare intendere, in un modo anche romantico e sessuale, ma la ragazza non accetta.
The dead girl. Un flash-back ci riporta al giorno prima della morte di Krista. È la vigilia del compleanno della figlia Ashley e lei, dopo aver comprato un regalo, sta cercando un passaggio per poterla andare a trovare. Passando da casa scopre che Rosetta è stata picchiata da un tale. Per amore si vendica pestando il suddetto dopo avergli vandalizzato l'auto. Mentre si sta recando dalla figlia, la moto che ha preso in prestito si ferma. Chiama Rosetta confessandole tutto il suo amore ma non ottiene in replica la risposta che vorrebbe. In cerca di un passaggio, dopo poco, si ferma un uomo che si offre di accompagnarla: è Carl.

## Accoglienza
Secondo l'aggregatore di recensioni Rotten Tomatoes, The Dead Girl ha ottenuto l'86% degli apprezzamenti da parte dei critici professionisti e un voto di 6,69 su 10.